# Dytaster mollis
Dytaster mollis är en sjöstjärneart som först beskrevs av Perrier 1885.  Dytaster mollis ingår i släktet Dytaster och familjen kamsjöstjärnor. Inga underarter finns listade i Catalogue of Life.